# Hasegawa Toyoki
Hasegawa Toyoki (長谷川 豊喜 Hasegawa Toyoki, sinh ngày 18 tháng 4 năm 1986) là một cầu thủ bóng đá người Nhật Bản. Anh thi đấu cho Verspah Oita.
Hasegawa trước đây thi đấu cho Sagan Tosu ở J2 League.

## Thống kê câu lạc bộ
| Thành tích câu lạc bộ | Thành tích câu lạc bộ | Thành tích câu lạc bộ | Giải vô địch | Giải vô địch | Cúp                   | Cúp                   | Tổng cộng | Tổng cộng |
| Mùa giải              | Câu lạc bộ            | Giải vô địch          | Số trận      | Bàn thắng    | Số trận               | Bàn thắng             | Số trận   | Bàn thắng |
| Nhật Bản              | Nhật Bản              | Nhật Bản              | Giải vô địch | Giải vô địch | Cúp Hoàng đế Nhật Bản | Cúp Hoàng đế Nhật Bản | Tổng cộng | Tổng cộng |
| --------------------- | --------------------- | --------------------- | ------------ | ------------ | --------------------- | --------------------- | --------- | --------- |
| 2005                  | Sagan Tosu            | J2 League             | 21           | 3            | 1                     | 0                     | 22        | 3         |
| 2006                  | Sagan Tosu            | J2 League             | 39           | 1            | 2                     | 0                     | 41        | 1         |
| 2007                  | Sagan Tosu            | J2 League             | 12           | 0            | 0                     | 0                     | 12        | 0         |
| 2008                  | Sagan Tosu            | J2 League             | 10           | 0            | 1                     | 0                     | 11        | 0         |
| Tổng                  | Tổng                  | Tổng                  | 82           | 4            | 4                     | 0                     | 86        | 4         |